# Championnat d'Italie de football de deuxième division 1955-1956
Navigation
Édition précédente Édition suivante
La saison 1955-1956 de Serie B, organisée par la Lega Calcio pour la dixième fois, est la 24e édition du championnat de deuxième division en Italie. Les deux premiers sont promus en Serie A, les deux derniers sont relégués en Serie C.
À l'issue de la saison, l'Udinese Calcio termine à la première place et monte en Serie A 1956-1957 (1re division). Le vice-champion, Palerme l'accompagne en première division.

## Compétition
La victoire est à deux points, un match nul à 1 point.

### Classement
| Rang | Équipe            | Pts | J  | G  | N  | P  | Bp | Bc | Diff |
| ---- | ----------------- | --- | -- | -- | -- | -- | -- | -- | ---- |
| 1    | Udinese Calcio R  | 49  | 34 | 21 | 7  | 6  | 66 | 31 | +35  |
| 2    | Palerme           | 47  | 34 | 17 | 13 | 4  | 41 | 34 | +7   |
| 3    | Côme              | 43  | 34 | 17 | 9  | 8  | 54 | 33 | +21  |
| 4    | Monza             | 43  | 34 | 17 | 9  | 8  | 44 | 29 | +15  |
| 5    | Calcio Catane R   | 40  | 34 | 14 | 12 | 8  | 42 | 28 | +14  |
| 6    | Cagliari Calcio   | 40  | 34 | 15 | 10 | 9  | 51 | 45 | +6   |
| 7    | Brescia           | 34  | 34 | 11 | 12 | 11 | 34 | 43 | -9   |
| 8    | Modène            | 33  | 34 | 10 | 13 | 11 | 46 | 38 | +8   |
| 9    | Alexandrie        | 32  | 34 | 11 | 10 | 13 | 40 | 36 | +4   |
| 10   | Hellas Vérone     | 32  | 34 | 12 | 8  | 14 | 45 | 49 | -4   |
| 11   | Bari P            | 31  | 34 | 13 | 5  | 16 | 45 | 44 | +1   |
| 12   | Messine           | 31  | 34 | 11 | 9  | 14 | 41 | 45 | -4   |
| 13   | Tarente           | 31  | 34 | 10 | 11 | 13 | 34 | 39 | -5   |
| 14   | Legnano           | 30  | 34 | 10 | 10 | 14 | 40 | 47 | -7   |
| 15   | Parme             | 33  | 34 | 10 | 8  | 16 | 36 | 46 | -10  |
| 16   | Marzotto Valdagno | 27  | 34 | 10 | 7  | 17 | 30 | 48 | -18  |
| 17   | Livourne P        | 22  | 34 | 4  | 11 | 19 | 30 | 57 | -27  |
| 18   | Salernitana       | 19  | 34 | 4  | 11 | 19 | 30 | 57 | -27  |

|  | Promotion en Serie A                        |
|  | Relégation en Serie C                       |
|  | P : Promu de Serie C R : Relégué de Serie A |